# Hwaseong IBK Altos
Hwaseong IBK Altos (koreanska: 화성 IBK 기업은행 알토스) är en professionell volleybollklubb för damer, baserad i staden Hwaseong i Gyeonggi (Sydkorea). Klubben grundades 2011 och tävlar sedan dess på professionell nivå i V-League, vilken är det högsta serien för volleyboll i Sydkorea. Klubbens hemmaarena heter Hwaseong Indoor Arena och har en kapacitet på 5 152 åskådare. Trots att Hwaseong IBK Altos är det enda damlag som inte varit med sedan ligan startades 2005, är laget ett av de mest framgångsrika i V-League. Klubben har totalt blivit mästare tre gånger, och nått final vid ytterligare tre tillfällen. 

## Meriter
- V-League

Vinnare (3): 2012−13, 2014−15, 2016–17
Finalister (3): 2013–14, 2015−16, 2017−18
- KOVO Cup

Vinnare (1): 2013, 2015, 2016

## Statistik
| Hwaseong IBK Altos | Hwaseong IBK Altos | Hwaseong IBK Altos | Hwaseong IBK Altos | Hwaseong IBK Altos | Hwaseong IBK Altos | Hwaseong IBK Altos | Hwaseong IBK Altos |
| Liga               | Säsong             | Slutspel           | Grundserie         | Grundserie         | Grundserie         | Grundserie         | Grundserie         |
| Liga               | Säsong             | Slutspel           | Placering          | SM                 | VM                 | FM                 | P                  |
| ------------------ | ------------------ | ------------------ | ------------------ | ------------------ | ------------------ | ------------------ | ------------------ |
| V-League           | 2011–12            | Kvalificerade ej   | 4                  | 30                 | 13                 | 17                 | 42                 |
| V-League           | 2012–13            | Vinnare            | 1                  | 30                 | 25                 | 5                  | 73                 |
| V-League           | 2013–14            | Finalister         | 1                  | 30                 | 24                 | 6                  | 70                 |
| V-League           | 2014–15            | Vinnare            | 2                  | 30                 | 20                 | 10                 | 56                 |
| V-League           | 2015–16            | Finalister         | 1                  | 30                 | 20                 | 10                 | 59                 |
| V-League           | 2016–17            | Vinnare            | 2                  | 30                 | 18                 | 12                 | 54                 |
| V-League           | 2017–18            | Finalister         | 2                  | 30                 | 21                 | 9                  | 61                 |
| V-League           | 2018–19            | Kvalificerade ej   | 4                  | 30                 | 16                 | 14                 | 50                 |
| V-League           | 2019–20            | Säsongen avbruten  | 5                  | 27                 | 8                  | 19                 | 25                 |
| V-League           | 2020–21            | Semifinal          | 3                  | 30                 | 14                 | 16                 | 42                 |